# Henriettea stellaris
Henriettea stellaris är en tvåhjärtbladig växtart som beskrevs av Otto Karl Berg och José Jéronimo Triana. Henriettea stellaris ingår i släktet Henriettea och familjen Melastomataceae. Inga underarter finns listade i Catalogue of Life.